# Rodney Stark
Rodney Stark (sinh 8 tháng 7 năm 1934) là một nhà xã hội học tôn giáo người Mỹ. Trong một thời gian dài, ông từng làm giáo sư về xã hội học và so sánh tôn giáo tại Đại học Washington. Ông hiện là Giáo sư Ưu tú ngành Khoa học Xã hội tại Đại học Baylor, đồng giám đốc Viện Nghiên cứu Tôn giáo của đại học này, và là biên tập viên thành lập Interdisciplinary Journal of Research on Religion (Tập san Liên ngành Nghiên cứu về Tôn giáo).
Stark viết hơn 30 cuốn sách, trong đó có The Rise of Christianity (1996), và hơn 140 bài viết học thuật về nhiều chủ đề như thành kiến, tội phạm, tự tử, đời sống đô thị tại Roma cổ đại. Ông đã hai lần đạt Giải Sách Xuất sắc của Hội Nghiên cứu Khoa học về Tôn giáo với các cuốn The Future of Religion: Secularization, Revival, and Cult Formation (1985, with William Sims Bainbridge) và The Churching of America 1776–1990 (1992, with Roger Finke).

## Trưởng dưỡng
Stark sinh năm 1934 và lớn lên tại Jamestown, North Dakota, trong một gia đình Lutheran. Ông gia nhập Lục quân Hoa Kỳ trước khi tốt nghiệp ngành báo chí tại Đại học Denver năm 1959. Ông làm ký giả cho tờ Oakland Tribune cho tới năm 1961, sau đó theo học tiếp, đạt bằng MA về xã hội học tại Đại học California tại Berkeley vào năm 1965 rồi bằng PhD, cũng tại Berkeley, năm 1971.

## Một số tác phẩm

### Sách
- Christian Beliefs and anti-Semitism (1966) with Charles Y. Glock
- American Piety (1968) with Charles Y. Glock
- The Future of Religion: Secularization, Revival, and Cult formation (1985), with William Sims Bainbridge
- Sociology (1985) an introductory college sociology text that has been through ten editions as of 2007. 10th: (2006) ISBN 0495093440
- A Theory of Religion (1987), with William Sims Bainbridge
- Religion, Deviance, and Social Control (1996), with William Sims Bainbridge
- The Churching of America 1776-1992: Winners and Losers in Our Religious Economy (1992), with Roger Finke; 2nd edition under name The Churching of America 1776-2005: Winners and Losers in Our Religious Economy (2005)
- The Rise of Christianity: A Sociologist Reconsiders History (1996) ISBN 978-0691027494 or How the Obscure, Marginal Jesus Movement Became the Dominant Religious Force in the Western World in a Few Centuries (1997) ISBN 978-0060677015
- Acts of Faith: Explaining the Human Side of Religion (2000), with Roger Finke. University of California Press
- One True God: Historical Consequences of Monotheism (2001), ISBN 978-0-691-11500-9
- For the Glory of God: How Monotheism Led to Reformations, Science, Witch-Hunts, and the End of Slavery (2003), ISBN 978-0-691-11436-1
- Exploring the Religious Life (2004) ISBN 0-8018-7844-6
- The Victory of Reason: How Christianity Led to Freedom, Capitalism, and Western Success (2005), ISBN 0-8129-7233-3
- The Rise of Mormonism (2005), ISBN 0-231-13634-X
- Cities of God: The Real Story of How Christianity Became an Urban Movement and Conquered Rome (2006)
- Discovering God: A New Look at the Origins of the Great Religions (2007), ISBN 978-0-06-117389-9
- God's Battalions: The Case for the Crusades (2009)
- The Triumph of Christianity: How the Jesus Movement Became the World's Largest Religion (2011), ISBN 0062007688
- America's Blessings: How Religion Benefits Everyone, Including Atheists (2012)
- How the West Won: The Neglected Story of the Triumph of Modernity (2014), Intercollegiate Studies Institute, ISBN 1610170857
- Religious Hostility: A Global Assessment of Hatred and Terror (2014), with Katie E. Corcoran
- A Star in the East: The Rise of Christianity in China (2015), with Xiuhua Wang
- The Triumph of Faith: Why The World Is More Religious Than Ever (2015)
- Bearing False Witness: Debunking Centuries of Anti-Catholic History (2016). Templeton Press, ISBN 1599474999

### Bài viết
- John Lofland and Rodney Stark. Becoming a World-Saver: A Theory of Conversion to a Deviant Perspective American Sociological Review of 1965. (an early and influential conversion theory based on field work among Unification Church members)[5]
- "A Taxonomy of Religious Experience" in The Journal for the Scientific Study of Religion, 1965
- Rodney Stark and William Sims Bainbridge (1979) "Of Churches, Sects, and Cults: Preliminary Concepts for a Theory of Religious Movements" Lưu trữ ngày 23 tháng 2 năm 2017 tại Wayback Machine Journal for the Scientific Study of Religion 18, no 2: 117-33
- Rodney Stark. "On Theory-Driven Methods." pp. 175–196 in The Craft of Religious Studies, edited by Jon R. Stone. New York: St. Martin's Press, 1998.
- Stark, R., "Fact, Fable and Darwin" in One America, September 2004; Part 1 in  and Part 2 , as printed in Meridian Magazine, 2005